# Leonora Fani
Eleonora Cristofani (Crocetta del Montello, 18 de febrero de 1954), más conocida como Leonora Fani, es una actriz de cine italiana.

## Carrera
Nacida en Crocetta del Montello, Treviso como Eleonora Cristofani, logró el reconocimiento en su país en 1971 al ganar el concurso de belleza Miss Teenager. A partir de entonces tuvo una destacada carrera en el cine italiano de serie B, especialmente en el subgénero de violencia erótica. Durante su carrera interpretó papeles de chicas jóvenes con traumas o perversiones de varios tipos, o de adolescentes involucradas en historias donde el erotismo se tiñe de sangre.

## Filmografía destacada
- La svergognata (1974)
- El doméstico (1974)[3]
- Lezioni private (1975)
- Naked Massacre (1976)
- The Last Round (1976)
- Nenè (1977)[4]
- Hotel Fear (1977)
- Giallo a Venezia (1979)
- Sensitività (1979)
- Eden no sono (1980)